# أنتوني جوسيانسكي
أنتوني جوسيانسكي (بالبولندية: Antoni Gościański)‏ (21 فبراير 1926 – 25 مارس 1998) هو ملاكم بولندي راحل، مثّل بلاده في الألعاب الأولمبية الصيفية 1952.

## روابط خارجية
أنتوني جوسيانسكي على موقع اللجنة الأولمبية الدولية (الإنجليزية)
- أنتوني جوسيانسكي على موقع أوليمبيديا (الإنجليزية)
- أنتوني جوسيانسكي على موقع اللجنة الأولمبية البولندية (مؤرشف) (البولندية)